# Algorithme de Kernighan-Lin
Cet article concerne l'heuristique de partitionnement d'un graphe. Pour l'heuristique de résolution du problème du voyageur de commerce, voir Heuristique de Lin-Kernighan.

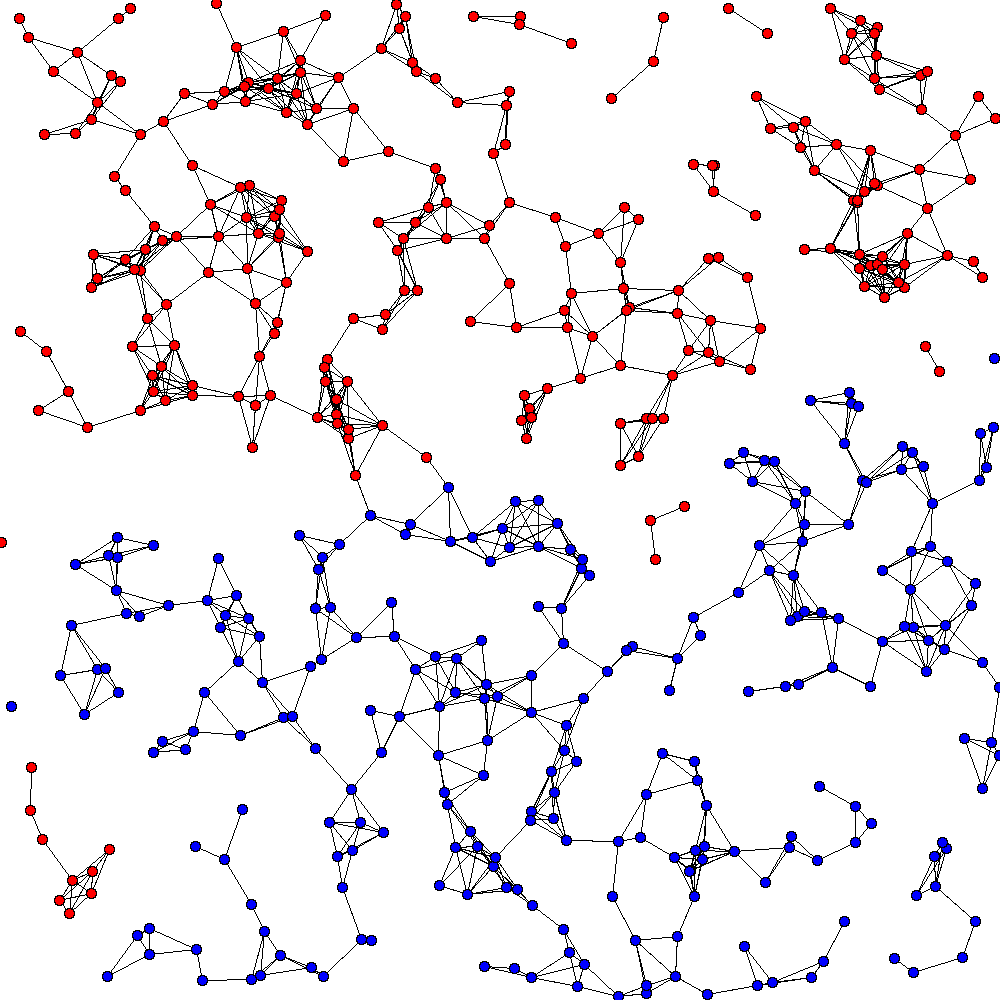
Comptage bipartitionné avec taille de coupe = 2

L'algorithme de Kernighan–Lin est une heuristique pour réaliser un partitionnement de graphe.
L'algorithme est notamment utilisé pour l'agencement des circuits intégrés et des composants pour l'intégration à très grande échelle (VLSI),.

## Description
L'algorithme prend en entrée un graphe non-orienté G = (V, E), défini par l'ensemble de nœuds V, l'ensemble de liens E et potentiellement les coûts des liens de E. L'objectif est de réaliser une partition de l'ensemble V en deux ensembles disjoints A et B de tailles proches ou égales, de manière à minimiser la somme T des poids du sous-ensemble de liens allant de A à B. Si le graphe est non-pondéré, l'algorithme cherche à minimiser le nombre de liens allant de A à B, ce qui est équivalent à assigner un poids unitaire à tous les liens.
L'algorithme tient à jour une partition et l'améliore à chaque itération en utilisant une méthode gloutonne. Le principe est d'apparier des nœuds de A à des nœuds de B, de manière qu'intervertir les ensembles auxquels appartiennent les nœuds appariés améliore la qualité du partitionnement.
Après association des nœuds, l'algorithme réalise un sous-ensemble des paires choisies pour obtenir la valeur minimum de T.
Pour un graphe à n nœuds, chaque itération de l'algorithme est réalisée en O(n2 log n).
Plus précisément, pour tout {\displaystyle a\in A}, on appelle  {\displaystyle I_{a}} le coût interne de a, c'est-à-dire la somme des coûts des liens entre a et les autres nœuds de A et {\displaystyle E_{a}} le coût externe de a, c'est-à-dire la somme des coûts des liens entre a et les nœuds de B.
On définit de manière analogue  {\displaystyle I_{b}} et {\displaystyle E_{b}} pour tout {\displaystyle b\in B}.
On pose
{\displaystyle D_{x}=E_{x}-I_{x}}
la différence entre les coûts externes et internes de x.
Si a et b sont intervertis, alors la réduction de coût est:
{\displaystyle T_{old}-T_{new}=D_{a}+D_{b}-2c_{a,b}}
où {\displaystyle c_{a,b}} est le coût d'un potentiel lien entre a et b.
L'algorithme cherche à trouver une suite optimale d'interversions entre éléments de {\displaystyle A} et de {\displaystyle B} qui maximise {\displaystyle T_{old}-T_{new}} puis met à jour le partitionnement du graphe en A et B en réalisant effectivement ces opérations.

## Pseudocode
Source
```
fonction
 Kernighan-Lin(
G(V, E)
)
    déterminer une partition initiale des nœuds équilibrée entre les ensembles A et B
    
    
faire

        calculer les valeurs D pour tout a dans A et tout b dans B
        soient L_g, L_a, et L_b des listes vides 
        
pour
 n := 1 
à
 |V| 
faire

            trouver a dans A et b dans B tels que g = D[a] + D[b] − 2×c(a, b) est maximum
            on ne considère plus a et b dans la suite de cette itération
            ajouter g à L_g, a à L_a et b à L_b
            mettre à jour les valeurs D pour les éléments de A = A \ a et B = B \ b
        
fin pour

        trouver k qui maximise g_max, la somme des L_g[1], ..., L_g[k]
        
si
 g_max > 0 
alors

            Mettre L_a[1], L_a[2], ..., L_a[k] dans B et L_b[1], L_b[2], ..., L_b[k] dans A
    
jusqu'à
 (g_max ≤ 0)

    
renvoyer
 A,B
```